# بن شارپستین
بن شارپستین (انگلیسی: Ben Sharpsteen; ۴ نوامبر ۱۸۹۵ – ۲۰ دسامبر ۱۹۸۰) کارگردان فیلم، تهیه‌کننده فیلم اهل ایالات متحده آمریکا بود. بیشتر فعالیت وی برای آثار دیزنی بوده است.
وی همچنین برندهٔ جوایزی همچون جایزه اسکار بهترین فیلم مستند کوتاه و جایزه اسکار بهترین فیلم مستند شده‌است.

## فیلم‌شناسی
- پینوکیو (۱۹۴۰ – کارگردان ناظر)
- دامبو (۱۹۴۱ – کارگردان)
- Seal Island (۱۹۴۸ – تهیه‌کننده)
- Water Birds (۱۹۵۲ – کارگردان)
- Bear Country (۱۹۵۳ – تهیه‌کننده)
- بیابان زنده (۱۹۵۳ – تهیه‌کننده)
- چمن‌زار محو (۱۹۵۴ – تهیه‌کننده)
- Men Against the Arctic (۱۹۵۵ – تهیه‌کننده)
- برهوت سفید (۱۹۵۸ – تهیه‌کننده)
- Ama Girls (۱۹۵۸ – تهیه‌کننده)
- The Best of Walt Disney's True-Life Adventures (۱۹۷۵ – تهیه‌کننده)